# تپه دلبر سادات
تپه دلبر سادات مربوط به دوران‌های تاریخی پس از اسلام است و در شهرستان خرم‌آباد، بخش ویسیان، روستای دلبرسادات واقع شده و این اثر در تاریخ ۱۸ اردیبهشت ۱۳۸۰ با شمارهٔ ثبت ۳۷۶۳ به‌عنوان یکی از آثار ملی ایران به ثبت رسیده است.